# 三星镇 (上海市)
三星镇，是中华人民共和国上海市崇明区下辖的一个乡镇级行政单位。面积68.7平方公里。户籍人口4.01万人（2008年）。

## 行政区划
三星镇下辖以下居委会及村委会：
三星社区、沈镇村、洪海村、东安村、平安村、协进村、海洪港村、纯阳村、南协村、育德村、育新村、三协村、西新村、邻江村、南桥村、新安村、永安村、大平村、海中村、北桥村、海滨村和海安村。